# A tutto gas (serie animata)
A tutto gas (よろしくメカドック?, Yoroshiku Mekadokku, lett. "Piacere, Mechadoc") è un manga di Ryuji Tsugihara incentrato sulle corse di auto sportive. Il "MechaDoc" del titolo è una parola macedonia composta dalla prima parte dei termini inglesi "mechanical" e "doctor" che si riferisce al mestiere del protagonista, un meccanico/elaboratore di automobili (un dottore della meccanica, appunto). È stato pubblicato a capitoli dalla casa editrice Shūeisha sulla rivista Weekly Shōnen Jump dal 5 ottobre 1982 al 26 febbraio 1985 e in seguito raccolto in 12 volumi tankōbon. In Italia la serie è stata annunciata da Ishi Publishing che la pubblica a partire dal 20 settembre 2024.
Dal manga è stata tratta una serie televisiva anime di 30 episodi prodotta da Tatsunoko tra il 1984 e il 1985. È stata trasmessa in italiano dal 1992 su Italia 7 e diverse altre reti regionali. I nomi dei personaggi sono stati tutti italianizzati e la sigla italiana che sostituisce quelle giapponesi è cantata da Giampi Daldello.
Nel corso della serie si vedono ripetutamente e per esteso (senza censure o deformazioni) cartelli con i nomi di case automobilistiche e case produttrici di ricambi auto.

## Trama
In una località di mare arrivano dei giovani meccanici a bordo del loro autobus-officina in cerca di lavoro e fortuna: Marco (meccanico e pilota), Ivano (il contabile, sempre con una sigaretta in bocca) e Luca (secondo meccanico e tuttofare). Dopo un turbolento inseguimento con dei pirati della strada i tre ragazzi vengono accolti dal proprietario di un bar che concede loro un locale per trasformarlo in officina e fanno amicizia con un altro terzetto di giovani del luogo: Marcello, Riccardo e Pedro. Questi ultimi si atteggiano a bulli e piloti esperti (sono una parodia dei teppisti giapponesi "Bōsōzoku"), ma in realtà sono amichevoli e maldestri al punto da restare sempre coinvolti in situazioni comiche.
Una volta inaugurata l'officina MD (Mecha-Doc), Marco, Luca e Ivano iniziano subito a lavorare sulle auto sportive dei clienti che spesso li coinvolgono in incredibili avventure grazie alle quali fanno nuove conoscenze, tra cui la "Selvaggia" Romina con la sua auto "Yota 8". Le prime auto elaborate da Marco sono una Honda City prima serie (che userà per affrontare un malintenzionato che ne ha un'altra in versione "Turbo II "Bulldog") e una Nissan Skyline R30 RS-Turbo che usa per battere il pirata della strada "Jolly" che guida una Mazda Chantez. Parallelamente alla vita in officina Marco deve destreggiarsi anche in quella sentimentale, visto che tutte le ragazze che gli ruotano intorno (Romina la pilota, Manuela la poliziotta e Paola che lavora al bar) sono innamorate e se lo contendono anche se lui sembra avere occhi solo per le automobili.
Tra un lavoro e l'altro i ragazzi hanno il tempo di elaborare delle auto per realizzare il sogno di Marco di creare auto performanti e partecipare a competizioni prestigiose.
La prima occasione si presenta con la "Cannonball", una gara su un circuito cittadino con percorso misto, in cui il team schiera una Toyota Celica XX (MA60) recuperata dal vicino sfasciacarrozze (gestito da Nonna Betty) e potenziata. Nel corso della competizione Marco incontra e supera Daniele, a bordo di una particolarissima Isuzu Piazza prima serie che monta due motori -uno anteriore e uno posteriore- sincronizzati da un sistema computerizzato (nell'adattamento italiano i dialoghi sono stati modificati e oltre a non nominare il modello dell'auto parlano di un generico sistema di gestione elettronica delle sospensioni). Romina invece, che partecipa alla gara con Pedro come navigatore, ha un duro combattimento coi tre piloti del team GT-R che utilizzano due Nissan Skyline GT-R KPGC10 e una Nissan Skyline GT-R KPGC110.  Dopo una serie di colpi di scena Marco riesce a prendere la testa a pochi metri dal traguardo, inseguito da Nabe sulla sua Super Z e Roby che guida una Mazda RX7: ormai sembra fatta ma sul più bello il motore della XX prende fuoco e a vincere è Nabe.
La seconda opportunità si presenta qualche tempo dopo in occasione della gara di accelerazione "zero-yon" (0-400 metri) per cui l'officina MD realizza una CR-X (Honda CR-X Ballade Sports) molto veloce. Gli avversari già incontrati alla Cannonball si presentano con le loro nuove auto: Roby ha una RX7 creata ex novo e Nabe un'altra Super Z costruita appositamente per le accelerazioni. All'evento presenzia anche il team del famoso meccanico Giulio, ex pilota e vecchio amico di Nabe, che schiera una Toyota Soarer Z10. Sembra andare tutto per il meglio ma durante le prove avviene l'impensabile. In un attimo di distrazione di Marco un ladro ruba la CR-X e si lancia ad alta velocità lungo la pista, contemporaneamente un aereo da carico plana sul rettilineo coi portelloni aperti ed aggancia l'auto per poi scomparire all'orizzonte.
Ormai tutta la scuderia MD ha perso le speranze di poter partecipare alla gara ma all'improvviso un grosso camion parcheggia davanti alla porta dell'officina. Ne scende la sorella di Roby che ha portato un regalo da parte sua: una CR-X nuova di zecca. Roby infatti non vuole rinunciare a confrontarsi sportivamente con l'avversario e quindi decide di aiutarlo, dal momento che ne ha le possibilità economiche.
Marco si rimette subito al lavoro e riesce a terminare in tempo per la gara, che consiste in una serie di eliminatorie dove la CR-X sconfigge prima la RX7 guidata da Roby stesso e subito dopo la Super Z di Nabe, che ha un incidente dopo il traguardo. Il vecchio campione approfitta dell'occasione per annunciare il suo ritiro dalle corse, incitando Marco a dare il meglio per la fase finale della corsa. L'altra auto finalista è una misteriosa Mazda RX7 prototipo del team Mugen Ltd. Auto Bahn, che ha fatto un tempo record. Prima che si possa disputare l'ultima sfida il pilota della Mugen scende dall'auto e stupisce tutti rivelando di essere una ragazza bionda di nome Sara. Preso il microfono si rivolge ai piloti e agli spettatori dicendo di essere la presidente dell'azienda e che la manifestazione è stata organizzata proprio dalla Auto Bahn al solo scopo di mostrare la superiorità dei loro rivoluzionari motori costruiti con materiale ceramico. Questa dichiarazione provoca il malumore generale, i piloti si sentono presi in giro, Giulio in particolare ribadisce l'importanza della passione che dovrebbe sempre prevalere sulla tecnica. Nonostante la manifesta inferiorità della CR-X rispetto all'auto dell'avversaria, Marco corre l'ultima frazione mettendoci tutto sé stesso e riesce a cogliere una stupenda vittoria per poi essere portato in trionfo.
Dopo qualche tempo e altre avventure Marco viene contattato proprio dalla scuderia Auto Bahn che lo vuole ingaggiare come tecnico e pilota. Lui non ha la minima intenzione di lasciare la sua officina ma Ivano e Luca lo spingono ad accettare l'offerta, convinti di agire per il bene dell'amico e garantirgli un futuro in una grande azienda che possa valorizzare il suo talento. Alla Auto Bahn Marco corre assieme al giovane pilota Paul e sperimenta delle innovazioni tecnologiche a dir poco futuristiche: oltre al motore in materiale ceramico le auto hanno un sofisticato sistema di navigazione elettronico che aiuta il pilota indicandogli cosa fare per tenere le traiettorie migliori ed evitare incidenti e situazioni pericolose. In breve Marco capisce di non condividere la filosofia della nuova squadra e la abbandona per tornare dai suoi amici alla Mecha-Doc.
Per partecipare alla gara che si terrà a breve, questa volta su un percorso che include tre autodromi giapponesi (i circuiti del Fuji, Suzuka e Tsukuba) e dei tratti stradali tra l'uno e l'altro, Marco sceglie di usare la nuova Nissan Fairlady Z 300ZX (Z31), modificata per avere la trazione integrale e ribattezzata "Gracer Jet" per l'occasione. Tra i suoi avversari ci sono Roby, che chiede e ottiene di correre con lui per il team MD, e un terzetto di piloti Mugen composto da Sara, Paul e Nabe. Tutti sono sorpresi che il vecchio campione sia tornato e che lo abbia fatto con una squadra apparentemente senza scrupoli come la Auto Bahn, la verità è che Nabe era amico del padre di Paul e si è preso a cuore il suo futuro.
L'inizio della gara è concitato, con Roby che si porta in testa seguito da Paul, Nabe e Marco che però è leggermente distaccato. Nella seconda parte della gara Paul si ferma improvvisamente con il navigatore/computer di bordo guasto: il calore prodotto dal motore ceramico (che è senza impianto di raffreddamento) lo ha messo fuori uso. Il ragazzo pensa di non essere in grado di andare avanti da solo ma Nabe lo incoraggia attraverso l'auricolare e Paul, anche a causa di uno scatto d'orgoglio, riprende la gara proprio quando vede arrivare l'auto di Marco. La corsa prosegue e un pilota della scuderia Plot si comporta in modo scorretto cercando di mandare fuori strada prima Sara (che riesce a rientrare) e poi Marco. Questo secondo tentativo di speronamento viene interrotto da Sara che colpisce l'auto della scuderia Plot provocando il ritiro di entrambi e fermando sul nascere l'azione antisportiva. Soccorsa da Marco e Paul, fa in tempo a rivelargli il segreto di Nabe: l'uomo sta perdendo gradualmente la vista ed è in cerca di un suo degno successore nel mondo delle corse. La rivelazione spinge ancora di più i tre giovani piloti a dare il proprio meglio nella gara.
Verso la fine della gara Nabe è in testa ma improvvisamente la sua malattia agli occhi si aggrava lasciandolo praticamente cieco e scoraggiandolo al punto da farlo fermare in mezzo alla pista. Roby se ne accorge e lo incoraggia a proseguire quindi Nabe commosso riparte e quando i suoi occhi smettono di vedere del tutto continua a correre ad occhi chiusi, conoscendo ormai a memoria il percorso e aiutandosi col computer-navigatore. I quattro piloti all'ultimo giro giungono sul rettilineo finale appaiati, ma sarà Marco a prevalere e vincere la gara al foto-finish. Nabe potrà quindi ritirarsi serenamente avendo trovato non uno ma ben tre piloti degni di succedergli.

## Personaggi
Marco (風見 潤?, Kazami Jun, Jun Kazami in originale)
Doppiato da: Kōichi Hashimoto (ed. giapponese), Marco Balzarotti (ed. italiana)
Diciannovenne meccanico e pilota, protagonista della serie. Di carattere allegro e ottimista, ha i capelli neri e gli occhi celesti. Elabora auto per sé e per i suoi clienti, ne pilota alcune in famose competizioni automobilistiche.
Ivano (中村 一路?, Nakamura Ichiro, Ichiro Nakamura in originale)
Doppiato da: Hiroya Ishimaru (ed. giapponese), Gabriele Calindri (ed. italiana)
L'amministratore dell'officina in cui lavora insieme a Marco ed a Luca. Un po' burbero e di atteggiamento paterno nei confronti di Marco, si dimostra comunque generoso e di buon cuore.
Luca (野呂 清?, Noro Kiyoshi, Kiyoshi Noro in originale)
Doppiato da: Tesshō Genda (ed. giapponese), Felice Invernici (ed. italiana)
Il secondo meccanico dell'officina che aiuta sempre Marco e Ivano nei loro progetti. Pacato e razionale, è fondamentale per l'attività dell'officina.
Marcello (松木 千明?, Matsuki Chiaki, Chiaki Matsuki in originale), Riccardo (桐島 桐人?, Kirishima Kirito, Kirito Kirishima in originale) e Pedro (月成 彦六?, Tsukinari Hikoroku, Hikoroku Tsukinari in originale)
Doppiati da: Issei Futamata (Marcello/Matsuki), Ken'yū Horiuchi (Riccardo/Kirito), Mie Suzuki (Pedro/Hikoroku, 1ª voce) e Teiyū Ichiryūsai (Pedro/Hikoroku, 2ª voce) (ed. giapponese), Mario Scarabelli (Marcello/Matsuki) e Davide Garbolino (Pedro/Hikoroku) (ed. italiana)
Tre ragazzi che girano sempre assieme a bordo della loro Toyota Celica GT (modello 1970-1977). Amici dei protagonisti, hanno spesso il ruolo di (involontaria) spalla comica. Insieme formano il gruppo "PeRiMar" ("Matsukiri Bozu" in originale, gioco di parole con i loro nomi).
Roby (那智 渡?, Nachi Wataru, Wataru Nachi in originale)
Doppiato da: Kazuhiko Inoue (ed. giapponese), Ivo De Palma (1ª voce) e Gianfranco Gamba (2ª voce) (ed. italiana)
Avversario di Marco in pista, implacabile ma leale, col tempo ne diventerà amico e compagno di squadra. Guida solo delle Mazda RX7 a motore rotativo e ricorda la persona di Isami Amemiya, fondatore della RE Amemiya (azienda famosa per la preparazione di quel modello di auto negli anni di pubblicazione del manga), un altro riferimento a questo preparatore di auto lo si ritrova nell'episodio 5 dove l'antagonista guida una Mazda Chantez blu elaborata tramite sostituzione del motore con un rotativo Wankel (preparazione inusuale ed esattamente identica ad una vecchia demo-car di Amemiya)
Nabe (渡辺 俊光?, Watanabe Toshimitsu, Toshimitsu Watanabe in originale)
Doppiato da: Unshō Ishizuka (ed. giapponese), Tony Fuochi (1ª voce) e Guido Rutta (2ª voce) (ed. italiana)
Famoso pilota automobilistico di lunga carriera, partecipa alle gare assieme a Marco e Roby. Anche lui guida praticamente sempre lo stesso modello di auto, la Datsun 240Z (dotata del paraurti aerodinamico da competizione "G-nose").
Romina (小野 麗子?, Ono Reiko, Reiko Ono in originale)
Doppiata da: Noriko Hidaka (ed. giapponese), Marina Massironi (ed. italiana)
Ragazza appassionata di auto, conduce una doppia vita. Per tutti è la tranquilla figlia del capo della Polizia locale (Seisaburo Ono) ma all'insaputa del padre diventa una famosa e misteriosa pilota di gare clandestine, con tanto di tuta da corsa. Guida una Toyota Sports 800 (chiamata Yota 8 nell'adattamento italiano).
Manuela (早坂 優?, Hayasaka Yū, Yu Hayasaka in originale)
Doppiata da: Run Sasaki (ed. giapponese), Marcella Silvestri (ed. italiana)
Agente di Polizia che si trova spesso a incrociare la strada dei protagonisti. Ha un occhio di riguardo per Marco, verso il quale sembra avere un certo interesse. Guida una Suzuki Cervo (modello 1977-1982).
Nonna Betty (聖 おイカ?, Hijiri Oika, Oika Hijiri in originale)
Doppiata da: Hisako Kyōda (ed. giapponese)
Proprietaria di una officina di autodemolitore presso cui i protagonisti si riforniscono di ricambi e, a volte, di auto.
Paola (神崎 しのぶ?, Kanzaki Shinobu, Shinobu Kanzaki in originale)
Doppiata da: Yumi Takada (ed. giapponese)
Nipote del proprietario del bar "Paddock" (Shuji Kanzaki) che accoglie i protagonisti al loro arrivo in città.
Giulio (露崎 武士?, Tsuyusaki Takeshi, Takeshi Tsuyuzaki in originale)
Doppiato da: Katsuhiko Kobayashi (ed. giapponese)
Anziano meccanico dai capelli bianchi, ex pilota e amico di Nabe.
Sara (兵藤 千里?, Hyōdō Chisato, Chisato Hyodo in originale)
Doppiata da: Naoko Kouda (ed. giapponese), ? (1ª voce) e Donatella Fanfani (2ª voce) (ed. italiana)
Pilota e proprietaria della misteriosa casa costruttrice/scuderia automobilistica Mugen Ltd. Auto Bahn.
Paul (五十嵐 充?, Igarashi Mitsuru, Mitsuru Igarashi in originale)
Doppiato da: Shigeru Nakahara (ed. giapponese), Gianluca Iacono (ed. italiana)
Giovanissimo pilota della scuderia Mugen. L'auto che utilizza in corsa è l'immaginaria Auto Bahn Mugen modello "Bob-Cat" (modellata sulle forme della Dome Zero).

## Media

### Manga
Il manga, scritto e disegnato da Ryuji Tsugihara, è stato serializzato dal 5 ottobre 1982 al 26 febbraio 1985 sulla rivista Weekly Shōnen Jump edita da Shūeisha. I capitoli sono stati raccolti in 12 volumi tankōbon pubblicati dal 15 luglio 1983 al settembre 1985.
Nell'ottobre del 2016, a trent'anni dal termine della serie, sul sito ufficiale della Honda Motor co. è stato pubblicato il volume speciale "STEP WGN Modulo X" per promuovere l'omonima automobile. Un numero limitato di copie cartacee è stato stampato e distribuito presso i concessionari ufficiali Honda in Giappone. Questa pubblicazione è stata resa possibile dal responsabile pubbliche relazioni della Honda, molto appassionato del manga, che ha commissionato a Tsugihara una storia a colori basata sull'opera originale. Il personaggio del "cliente" Muranaka all'interno della storia è stato creato proprio ispirandosi a lui. Nel marzo del 2021, con un'operazione analoga, è stato pubblicato il volume "S660 Modulo X Version Z", in occasione del lancio della nuova autovettura.
In Italia la serie è stata annunciata da Ishi Publishing che la pubblica a partire dal 20 settembre 2024. Ogni numero corrisponde a due volumi dell'edizione originale.

#### Volumi
| Nº Ja | Nº It | Data di prima pubblicazione | Data di prima pubblicazione | Data di prima pubblicazione | Data di prima pubblicazione |
| Nº Ja | Nº It | Giapponese                  | Giapponese                  | Italiano                    | Italiano                    |
| ----- | ----- | --------------------------- | --------------------------- | --------------------------- | --------------------------- |
| 1     | 1     | 15 luglio 1983              | ISBN 4-08-851431-9          | 20 settembre 2024           | ISBN 979-12-81316-54-6      |
| 2     | 1     | settembre 1983              | ISBN 4-08-851432-7          | 20 settembre 2024           | ISBN 979-12-81316-55-3      |
| 3     | 2     | 15 novembre 1983            | ISBN 4-08-851433-5          | 30 maggio 2025              | ISBN 979-12-81316-55-3      |
| 4     | 2     | 15 febbraio 1984            | ISBN 4-08-851434-3          | 30 maggio 2025              | ISBN 979-12-81316-55-3      |
| 5     | 3     | maggio 1984                 | ISBN 4-08-851435-1          | 18 luglio 2025              | ISBN 979-12-81316-56-0      |
| 6     | 3     | 15 agosto 1984              | ISBN 4-08-851436-X          | 18 luglio 2025              | ISBN 979-12-81316-56-0      |
| 7     | 4     | 15 dicembre 1984            | ISBN 4-08-851437-8          | —                           | —                           |
| 8     | 4     | 15 marzo 1985               | ISBN 4-08-851438-6          | —                           | —                           |
| 9     | 5     | 15 giugno 1985              | ISBN 4-08-851439-4          | —                           | —                           |
| 10    | 5     | luglio 1985                 | ISBN 4-08-851440-8          | —                           | —                           |
| 11    | 6     | agosto 1985                 | ISBN 4-08-851441-6          | —                           | —                           |
| 12    | 6     | settembre 1985              | ISBN 4-08-851442-4          | —                           | —                           |

### Anime
Un adattamento anime, composto da 30 episodi, è stato diretto da Hidehito Ueda e prodotto dallo studio d'animazione Tatsunoko. È stato trasmesso in Giappone su Fuji TV dal 1º settembre 1984 al 30 marzo 1985. Le sigle di apertura e chiusura, rispettivamente Yoroshiku Tuning (よろしくチューニング?, Yoroshiku Chūningu) e Kimi ni Woo...! (君にWoo...!?), sono cantate dagli STR!X.
In Italia, la serie è stata trasmessa dal 1992 su Italia 7 e diverse altre reti regionali. La sigla italiana, che ha sostituito quelle giapponesi, è cantata da Giampi Daldello.

#### Adattamento italiano
Nell'adattamento italiano i nomi dei personaggi sono stati tutti italianizzati. Nella serie le elaborazioni e la meccanica automobilistica sono protagoniste esattamente come i personaggi e sono rappresentate con dovizia di particolari, spesso mostrando dati e schemi di funzionamento. Per esempio durante un inseguimento all'inizio della serie uno zoom della visuale "dentro" il cofano della Subaru 360 di Marco rivela che è stato sostituito il motore con un "Wankel" rotativo turbocompresso. Nell'adattamento italiano questa accuratezza non è stata mantenuta, i concetti sono semplificati e si possono trovare diverse imprecisioni.
Nel corso delle puntate i personaggi principali e secondari guidano un gran numero di auto diverse e realmente esistenti (in parte presenti solo sul mercato giapponese), ognuna con le sue caratteristiche peculiari. Sia nella versione originale giapponese che in quella italiana i nomi di marche e modelli vengono spesso abbreviati ("RX7" al posto di "Mazda RX7", "Yota 8" in Italia e "Yota Hachi" in Giappone al posto di "Toyota Sports 800", "Super Car" in Italia e "Super Z" in Giappone al posto di "Nissan Fairlady Z", "Doppia X" al posto di "Toyota Celica XX" e così via) ma nella versione originale marca e modello vengono sempre menzionati almeno una volta, ciò non accade nella versione italiana.
Nella versione italiana è stato omesso quasi ogni riferimento al fatto che gli eventi si svolgono in Giappone, pratica tipica degli adattamenti anime di quegli anni; ad esempio durante il Cannonball nella versione originale Ivano riferisce a Marco che sta per raggiungere lo svincolo di Edobashi nell'autostrada di Shuto C1 e gli consiglia di imboccare l'autostrada di Tōmei: nella versione italiana non si fanno nomi di luoghi e città. Nell'adattamento italiano l'iniettore NOS viene chiamato "turbo". Nell'episodio 27 Marco incontra un rivale presso la concessionaria Nissan e lo riconosce come "Daniele del team High Geared"; in realtà Daniele del team High Geared è un altro personaggio che Marco aveva affrontato negli episodi 7 e 8, e che vedrà successivamente sempre nell'episodio 27.

#### Episodi
| Nº | Titolo italiano Giapponese 「Kanji」 - Rōmaji - Traduzione letterale | In onda           | In onda |
| Nº | Titolo italiano Giapponese 「Kanji」 - Rōmaji - Traduzione letterale | Giapponese        |         |
| 1  | Giovani meccanici 「青春チューニング」 - Seishun Chūningu – "Giovani preparatori" | 1º settembre 1984 |         |
| 1  | Marco, Ivano e Luca, degli appassionati di motori che conducono l'autofficina ambulante MechaDoc (MD), vengono attaccati da dei teppisti mentre questi inseguono il trio di bosozoku PeRiMar: Marco li rincorre con una Subaru 360 rosa con motore Wankel e li umilia facendoli fermare dalla poliziotta Manuela e salvando i PeRiMar. Marco si vede costretto a sfidare in una gara di velocità il capo dei teppisti in quanto questo minaccia Paola, ragazza che lavora in un bar frequentato dal team MD: Marco li sconfigge utilizzando la Toyota Celica 1600 GTV arancione dei PeRiMar ma montando un motore 3200cc. Il team MD inaugura la nuova officina stabile con i PeRiMar che si uniscono al gruppo. |                   |         |
| 2  | Ragazza selvaggia 「爆走！ ルンルン小町」 - Bakusō! Runrun komachi – "Confusionaria! La bella ragazza vivace" | 8 settembre 1984  |         |
| 2  | Le ragazze di un istituto femminile chiedono aiuto a Marco per battere Romina detta "La selvaggia", una misteriosa e talentuosa rallysta che guida una Toyota Sports 800 rossa. In diverse occasioni Romina riesce a seminare Marco, i PeRiMar e Manuela, ma alla fine Marco riesce a fermarla guidando una Suzuki Cervo della polizia: si scopre che Romina è la figlia del comandante della polizia Orlando per la quale Marcello dei PeRiMar ha preso una cotta; nel frattempo si delinea una competizione tra Romina, Manuela e Paola per conquistare Marco. |                   |         |
| 3  | Sabato turbolento 「土曜の夜のターボII」 - Doyō no yoru no Tābo II – "La Turbo II del sabato notte" | 15 settembre 1984 |         |
| 3  | Un sabato Marco trascorre la serata in compagnia di Romina presso un cinema drive-in a bordo di una Honda City prima serie gialla di un cliente, ma lo spettacolo viene interrotto da un pirata della strada mascherato noto alla polizia che combina disastri a bordo di una Honda City Turbo II "Bulldog" nera: il ricercato riesce a farla franca la prima volta inseguito da Marco, Manuela e dai PeRiMar, e successivamente lancia una sfida a Marco che deve vincere per evitare che Romina e suo padre vengano trasferiti in un'altra città, e per l'occasione monta un turbo sulla City gialla. |                   |         |
| 4  | Il ladro misterioso 「盗みのライセンス」 - Nusumi no Raisensu – "Il furto della patente" | 22 settembre 1984 |         |
| 4  | Nonna Betty, proprietaria dello sfasciacarrozze di fiducia del team MD, coinvolge Marco nella ricerca di un ladro di pezzi di ricambio che apparentemente guida una Toyota Celica GTV arancione, dettaglio che farà cadere i sospetti sui PeRiMar, ma in realta' l'auto del fuorilegge è un veicolo custom con il posteriore di una Celica e l'anteriore di una Nissan Skyline GT-R. |                   |         |
| 5  | Un biturbo mozzafiato 「つぶし屋ジョーカー」 - Tsubushiya Jōkā – "Il joker del Tsubushiya" | 29 settembre 1984 |         |
| 5  | Romina ed altri membri del team MD vengono sconfitti dal misterioso Jolly, un pilota mascherato che sfida le varie autofficine in una corsa spericolata per poi mandarli fuori strada e privarli dell'adesivo dell'officina; il Jolly guida una Mazda Chantez azzurra con motore rotativo e biturbo, e Marco decide di affrontarlo modificando una Nissan Skyline R30 RS-Turbo rossa. Si scoprirà che Jolly è un membro dell'officina Champ di proprietà del pilota fuoriclasse Roby. |                   |         |
| 6  | Il cannonball 「ライバルはＲＸ-７」 - Raibaru wa RX-7 – "Il rivale è un RX-7" | 6 ottobre 1984    |         |
| 6  | Il team MD decide di partecipare al Cannonball, una famosa gara di endurance su circuito cittadino, e Marco vuole gareggiare con una Toyota Celica XX 2800GT MA61 recuperata dallo sfasciacarrozze di Betty. Il più temibile rivale di Marco nella competizione è Roby del team Champ con la sua Mazda RX-7 verde, e Romina in complicità con i PeRiMar decide di intrufolarsi nell'officina Champ per carpire i segreti dell'auto. |                   |         |
| 7  | Inizia la sfida 「挑戦キャノンボール」 - Chōsen Kyanonbōru – "La sfida del Cannonball" | 13 ottobre 1984   |         |
| 7  | Al Cannonball l'officina MD prende parte con Marco a bordo della Celica XX rossa, Romina e Pedro dei PeRiMar sulla Toyota Sports 800 rossa e Marcello e Riccardo dei PeRiMar sulla Toyota Celica GTV arancione; tra i rivali oltre a Roby c'e il signor Nabe, una leggenda tra i costruttori automobilistici giapponesi e proprietario della Watanabe Racing, il quale guida una Nissan Fairlady Z nera. La gara inizia e Marco è subito alle prese con uno scorretto pilota a bordo di una Nissan Pulsar EXA gialla; successivamente deve affrontare una Isuzu Piazza JR130 bianca. |                   |         |
| 8  | Sfida all'ultimo sangue 「ぶっちぎれスカＧ軍団」 - Butchigire SukaG gundan – "L'esercito dello SkaG deve vincere" | 20 ottobre 1984   |         |
| 8  | Si accende la sfida tra Marco e la Isuzu Piazza JR130 di Daniele del team High Geared, la quale monta una coppia di motori sincronizzati da un sistema computerizzato, ma Daniele accusa un problema al sistema frenante e finisce per schiantarsi. Romina precede Marco di una posizione ma viene mandata fuori strada dal trio del team GT-R che guidano due Nissan Skyline GT-R KPGC10 e una Nissan Skyline GT-R KPGC110; Marco raggiunge le auto del team GT-R che riescono a coordinarsi bene per non lasciar strada agli avversari, ma Marco riesce comunque a superarli. |                   |         |
| 9  | Il pilota leggendario 「伝説の男！ スーパーＺ」 - Densetsu no otoko! Sūpā Z – "L'uomo leggendario! Super Z" | 27 ottobre 1984   |         |
| 9  | Marco viene raggiunto da Nabe e i due avviano un duello che prosegue in autostrada, opzione del percorso del Cannonball scelta anche da Roby, il quale riesce a raggiungerli grazie ad una situazione di congestione stradale: a metà percorso i tre formano quindi il gruppo di testa; viene rivelato che la Nissan Fairlady Z di Nabe è stata testata nella galleria del vento ed ha un'aerodinamica pressoché perfetta. Nel frattempo l'auto di Marcello e Riccardo va in panne. |                   |         |
| 10 | In corsa per la vittoria 「栄光のゴールを奪え！」 - Eikō no gōru o ubae! – "Carpisci la gloria!" | 3 novembre 1984   |         |
| 10 | Ivano ha un'intuizione che porta Marco a lasciare l'autostrada per prendere una scorciatoia che passa per un quartiere residenziale; Nabe e Roby proseguono per il percorso principale ma vengono bloccati da un gruppo di piloti manifestanti, e Marco decide di tornare in autostrada per aiutarli e proseguire la sfida contro i due rivali, ma nel mentre si ritrova ad affrontare uno scorretto pilota a bordo di una Toyota Celica LB Turbo Silhouette armata con delle lame. Marco usando un sistema di iniezione di protossido di azoto supera il pericoloso rivale e raggiunge Nabe e Roby, i quali nel frattempo si sono liberati dei manifestanti. Nello sprint finale Roby sbanda e finisce terzo, Marco è inizialmente in testa grazie all'uso ripetuto del protossido di azoto ma a causa delle sollecitazioni finisce per rompere il motore a pochi metri dal traguardo e viene sorpassato da Nabe che vince il Cannonball. |                   |         |
| 11 | La radio pirata 「待ちぼうけパーティ」 - Machibōke Pāti – "Una festa aspettata invano" | 10 novembre 1984  |         |
| 11 | Paola rende noto a Marco l'esistenza di una popolare radio pirata che trasmette da un camion, e che è guidata dalla misteriosa Angie; nel frattempo avvengono dei furti d'auto in città. |                   |         |
| 12 | Complimenti, Ivano! 「走れ！ 一路スペシャル」 - Hashire! Ichiro Supesharu – "Corri! Ichiro special" | 17 novembre 1984  |         |
| 12 | In città viene organizzata una gincana per soli piloti femmina, di conseguenza l'officina MD si ritrova assalita da ragazze che necessitano di una messa a punto dell'auto. Ivano, contabile del team ma etichettato come inesperto in meccanica ed automobili, accetta di aiutare una ragazza a preparare il suo veicolo per la gara. |                   |         |
| 13 | Il mistero del ciondolo 「アクロバット大追跡」 - Akurobatto dai tsuiseki – "Un grosso inseguimento acrobatico" | 24 novembre 1984  |         |
| 13 | Il team MD si ritrova ad aiutare Mimi, un'acrobata di un circo cinese dal quale vuole fuggire per evitare la tirannia del proprietario. |                   |         |
| 14 | Il rally della neve 「激走！ アイスバーン」 - Gekisō! Aisu Bān – "Senza mezzi termini! Pattinaggio sul ghiaccio" | 1º dicembre 1984  |         |
| 14 | L'intero team MD organizza un weekend in montagna, ma arrivati al rifugio s'imbattono in un gruppo di problematici ragazzi capeggiati da Lola e Diego, i quali sfidano Marco in una pericolosa gara di rally sulla neve: Marco affronterà la competizione con la sua Subaru 360 mentre Diego gareggia con un'Audi Quattro WR. |                   |         |
| 15 | Risorgerai, RX-7! 「よみがえれ！ チャンプ」 - Yomigaere! Chanpu – "Risorgi! Champ" | 8 dicembre 1984   |         |
| 15 | Dopo il terzo posto ottenuto al Cannonball, Roby cade in depressione e lascia il team Champ, e la sorella Susy attribuisce subito la colpa a Nabe il quale sta per aprire la sua nuova autofficina; la gestione della Champ finisce nelle mani del capo meccanico che inizia ad elaborare auto per bande di bosozoku e teppisti vari. |                   |         |
| 16 | Ciak, si gira! 「翔べ！ スタントカー」 - Tobe! Sutanto Kā – "Vola! Stunt car" | 15 dicembre 1984  |         |
| 16 | Il team MD riceve come clienti Ken e John, due stuntman che hanno fallito una scena di un film con la loro Nissan S130 e che necessitano di una seconda chance. |                   |         |
| 17 | Addio signora maestra! 「つっ走れ！ 港への道」 - Tsuppashire! Minato e no michi – "Di corsa! La strada verso il porto" | 22 dicembre 1984  |         |
| 17 | Marco, Luca e i PeRiMar son in viaggio per una vacanza, quando per strada incrociano uno dei bosozoku della città con i quali hanno avuto problemi in passato, alla prese con un guasto ad un autobus carico di bambini: il teppista voleva infatti condurre il fratello minore ed i suoi compagni di classe al porto per salutare l'insegnante che sta per lasciare la città; il team MD decide così di aiutarlo. |                   |         |
| 18 | Uno sporco inganno 「ゼロヨンＧＰへの招待」 - Zeroyon GP e no shōtai – "L'invito al gran premio Zeroyon" | 29 dicembre 1984  |         |
| 18 | L'officina MD riceve da degli arabi del Golfo un invito per partecipare all'All Japan Zero-Yon Grand Prix, una gara di accelerazione sui 400 metri alla quale vengono invitati tra gli altri anche Roby e Nabe, e della quale non si conoscono gli organizzatori ma solamente che è sponsorizzata da un'azienda di ceramiche. Per la competizione Marco prepara una Honda Ballade Sports CR-X azzurra con motore centrale: nei test pre-gara viene sfidato da un rivale di Roby a bordo di una Nissan Skyline GT-R KPGC110 rossa e Marco vince agevolmente, ma al termine della prova dei ladri riescono a rubare l'Honda CRX. |                   |         |
| 19 | La CR-X è scomparsa! 「ＣＲ-Ｘスクランブル」 - CR-X Sukuranburu – "La corsa per il CR-X" | 5 gennaio 1985    |         |
| 19 | Roby e il team Champ regalano una nuova Honda Ballade Sports CR-X a Marco, che questa volta colora di arancione e bianco. Nel primo turno dell'All Japan Zero-Yon Grand Prix Marco affronta il team Speed Panther, anch'essi muniti di un'Honda CRX di colore nero: Marco vince la sfida evitando una collisione contro gli scorretti rivali che finiscono per raschiare la vernice dell'auto sulle protezioni, rivelando che si tratta della CRX rubata all'officina MD. |                   |         |
| 20 | La fiducia è tutto 「まぼろしの10秒-02」 - Maboroshi no jūbyō--zeroni – "L'illusione dei 10 secondi e 2 centesimi" | 12 gennaio 1985   |         |
| 20 | Nel secondo turno Marco deve affrontare la Toyota Soarer Z10 blu del team Shiden Kai di Giulio, storico rivale di Nabe noto per essere il miglior costruttore e collaudatore del Giappone con un passato in ingegneria aeronautica e navale; la Soarer è più potente e pesante della CRX e monta un turbo, e in un primo sprint invalidato ha la meglio sulla CRX di Marco, ma nella gara ufficiale Marco riesce in una rimonta grazie al fatto che non perde troppi giri nei cambi di marcia e vince con un tempo di 11,022 secondi. Il suo prossimo rivale sarà Roby che con la sua nuova Mazda RX-7 sconfigge l'altra RX-7 rossa del team Auto Tech impiegando lo stesso tempo di Marco, ma aveva dato un secondo di vantaggio al rivale. |                   |         |
| 21 | Le ultime battute 「熱きデッドヒート」 - Atsuki Deddo Hīto – "Caldo mortale" | 19 gennaio 1985   |         |
| 21 | Luca ha un'intuizione per affrontare la più potente Mazda RX-7 di Roby, munita di un motore Wankel a tre rotori, ovvero accorciare i rapporti del cambio e montare ruote più grandi; vengono però a sapere all'ultimo che Roby ha montato un turbo. Durante la gara la RX-7 è più veloce ma perde molta potenza con i cambi di marcia, e Marco con i rapporti corti arriva a mettere la quarta marcia e a superare Roby, vincendo con un tempo di 10,02 secondi; al termine Roby sembrerebbe annunciare il ritiro. Nell'altro quarto di finale Nabe vince contro la potente ma pesante Mitsubishi Starion G54B blu del team Dead Scramble; Marco scopre che la Nissan Fairlady Z di Nabe monta un leggero telaio in fibra di vetro e degli pneumatici da pioggia. Prima dell'inizio delle semifinali inizia a piovere. |                   |         |
| 22 | Il sogno si avvera 「夢のビッグエンド」 - Yume no Biggu Endo – "Un gran finale da sogno" | 26 gennaio 1985   |         |
| 22 | Marco viene a sapere che se sconfiggerà Nabe quest'ultimo si ritirerà dalle competizioni. Per affrontare la semifinale sotto la pioggia Marco invece di utilizzare degli pneumatici adatti incide un'unica scanalatura sulle gomme da asciutto utilizzando un cacciavite, e prima della partenza effettua un burnout per asciugare l'acqua sottostante: inizia la gara e Marco è subito in difficoltà in quanto Nabe ha accorciato i rapporti come fece Marco contro Roby, ma l'auto di Nabe va in aquaplaning e perde il controllo, Marco recupera e le due auto arrivano alla pari; la gara andrebbe ripetuta, ma a causa dello sbandamento l'auto di Nabe si schianta e non può più partecipare, e lo stesso Nabe annuncia il ritiro. La Mazda RX-7 bianca del misterioso team Mugen Autobahn si qualifica per la finale e scopre le sue carte: si tratta infatti dell'organizzatore della competizione, e tutto è stato fatto per dimostrare la superiorità della loro tecnologia. L'auto della Mugen monta un motore in linea con pistoni in ceramica e privo di un sistema di raffreddamento, ed è pilotato da Sara, una ragazza. In finale Marco riesce comunque a sconfiggerla e a diventare campione dell'All Japan Zero-Yon Grand Prix.                                                           |                   |         |
| 23 | Pedro e il nonno 「全開！ オールドパワー」 - Zenkai! Ōrudo Pawā – "A tutta velocità! L'antico potere" | 2 febbraio 1985   |         |
| 23 | Il team MD decide di aiutare Pedro ed il nonno per espandere il business di quest'ultimo, ovvero l'azienda Porter che si occupa di consegne motorizzate; il nonno di Pedro guida un motocarro Mazda T2000, mentre le ragazze assunte per le consegne guidano dei tuk-tuk. |                   |         |
| 24 | Marco è un ladro 「届け！ 逃亡者の願い」 - Todoke! Tōbōsha no negai – "Raggiungilo! Il desiderio del fuggitivo" | 16 febbraio 1985  |         |
| 24 | Marco si ritrova braccato dalla polizia perché apparentemente coinvolto nel furto di una nuova Nissan Z31 e di altre auto modificate dall'officina MD; in realtà il furto è stato commesso da Muraki, un ragazzo che Marco sta aiutando, e che vuole utilizzare l'auto per una gara dopo la quale si costituirà. |                   |         |
| 25 | Addio, amici miei 「解散！ メカドック」 - Kaisan! Mekadokku – "Rottura! Mechadock" | 23 febbraio 1985  |         |
| 25 | La Mugen Inc. annuncia il suo piano che prevede di reclutare i migliori meccanici e costruttori del paese: Giulio accetta l'offerta dell'azienda di Sara, mentre Roby rifiuta la proposta. L'offerta della Mugen arriva anche a Marco che viene spinto dagli amici Ivano e Luca a lasciare l'MD per diventare un meccanico di classe mondiale. Sara accoglie Marco e lo introduce alla tecnologia avanzatissima della Mugen, dove sistemi computerizzati pianificano la costruzione di prototipi di auto da corsa; Marco effettua un test con Sara a bordo di un prototipo munito di computer che tramite un sistema di riconoscimento delle immagini e di apprendimento automatico può consigliare al pilota il cambio di marcia o il miglior percorso da seguire per evitare ostacoli. |                   |         |
| 26 | Una scelta sbagliata 「恐るべき夢幻計画」 - Osorubeki mugen keikaku – "Un terribile e visionario piano" | 2 marzo 1985      |         |
| 26 | Roby presenta in pompa magna la sua nuova Mazda RX-7 ulteriormente migliorata grazie a un nuovo sistema elettronico e all'utilizzo dei gas di scarico per aumentare la potenza, ma Sara della Mugen gli rovina la festa presentandosi e imponendo a Marco di gareggiare contro Roby per umiliarlo, utilizzando la Pegasus ovvero un prototipo Mugen a guida assistita; Marco dopo la sfida non ufficiale decide di lasciare la Mugen per tornare in MD. Viene reso noto che la Mugen ha ingaggiato Nabe come pilota che quindi fa un ritorno in pista, e inoltre ha organizzato una nuova competizione ovvero un Gran Premio del Giappone Orientale su un nuovo circuito. |                   |         |
| 27 | Il grande raduno 「集結！ サーキットＧＰ（グランプリ）」 - Shūketsu! Sākitto GP (Guran Puri) – "Riunione! Il circuito del GP" | 9 marzo 1985      |         |
| 27 | Il Gran Premio del Giappone Orientale è una prova di endurance che si svolge su una pista che collega il circuito del Fuji, il circuito di Suzuka e il circuito di Tsukuba. La Mugen annuncia che i suoi piloti saranno Sara, Nabe e Paul, un giovanissimo talento dell'ingegneria informatica ed abile pilota. Marco sceglie come auto una Nissan Fairlady Z31, e in concessionaria incontra un rivale che prenderà parte alla gara con lo stesso veicolo; Roby annuncia che parteciperà come membro del team MD; i PeRiMar, Romina e Manuela gareggeranno come team MDM (Macchina delle meraviglie nella versione italiana, MechaDoc Modoki nella versione giapponese ovvero "Imitazione dei MechaDoc"). La scuderia MD prende parte con Marco sulla Nissan Fairlady Z31 "Gracer Jet" rossa, Roby sulla Mazda RX-7 verde e Ivano sulla Honda City Turbo II gialla; la Mugen schiera Sara sulla Pegasus, Nabe sulla Super Spirit (prototipo con telaio Gruppo C) e Paul sulla Bobcat (prototipo con telaio ispirato alla Dome Zero); la MDM partecipa con i PeRiMar sulla Toyota Celica 1600 GTV arancione, Romina su una Toyota 2000GT rossa e Manuela su una Ferrari 308 GTB azzurra; partecipa anche Daniele del team High Geared su una Toyota MR2 AW11 blu.                                           |                   |         |
| 28 | La sfida si rinnova 「疾走！ 東名サーキット」 - Shissō! Tōmei Sākitto – "Scatto! Il circuito Tokyo-Nagoya" | 16 marzo 1985     |         |
| 28 | Parte il Gran Premio sulla pista del Fuji con Romina e Manuela in prima fila, ma nell'evitare un ostacolo finiscono fuori strada e restano indietro con Paul della Mugen che prende la prima posizione. Marco e Roby corrono appaiati, ma il primo si ferma per soccorrere un pilota coinvolto in un brutto incidente, e i compagni di team Roby ed Ivano si fermano per attenderlo, così il team MD riparte dal fondo della classifica e all'uscita dal circuito del Fuji imboccano un lungo rettilineo; Ivano viene lasciato dietro dai più veloci Marco e Roby e si ritrova a lottare contro la Toyota Celica 1600 GTV di Marcello; Marco e Roby passano Romina e Manuela, e raggiungono Sara della Mugen che ignora Roby e sfida Marco in un duello, Marco la sorpassa ma il computer di Sara registra le informazioni sulla guida di Marco e queste sono condivise con il computer di Paul. Marco si trova contro la Fairlady Z31 gialla del pilota che aveva incontrato in concessionaria Nissan, ma il pilota MD ha cambiato la trazione dell'auto in integrale e raggiunge i 300 km/h, bruciando l'avversario in rettilineo; all'imbocco del circuito di Suzuka Marco si ritrova a duellare con la Toyota MR2 AW11 di Daniele. La classifica provvisoria vede Paul in testa seguito da Nabe e Roby. |                   |         |
| 29 | Il segreto di Nabe 「神様ワタナベの秘密」 - Kamisama Watanabe no himitsu – "Il segreto del dio Watanabe" | 23 marzo 1985     |         |
| 29 | Marco con il suo motore Nissan VG30ET fatica contro la Toyota di Daniele che, grazie ad una configurazione ad alto carico aerodinamico, è un veicolo migliore in entrata ed uscita dalle curve del circuito di Suzuka, ma con un numero in controsterzo riesce a passare davanti e alla fermata ai box è classificato quarto preceduto da Roby, Paul e Nabe. Paul, che si scopre essere figlio di un gran amico di Nabe che morì in un incidente, è in testa ma il surriscaldamento causato dal motore ceramico manda in panne il computer quindi Paul si lascia passare da Roby e si ferma, convinto di non valere nulla come pilota senza guida assistita, ma l'arrivo di Marco gli provoca uno scatto d'orgoglio che lo induce a ripartire; i due incrociano la doppiata Sara alle prese con lo scorretto team Plot che guida auto silhouette Gruppo 5 (una Porsche, una Nissan Silvia e una Nissan Skyline GT-R): un pilota del Team Plot cerca di mandare fuori pista prima Sara (che rientra in gara) e poi Marco. Quando l'impatto sembra inevitabile sopraggiunge Sara che sperona l'avversario per salvare Marco e permettergli di continuare la sfida con Paul. Marco la soccorre e viene a sapere che Nabe è affetto da cataratta e proprio in quel momento sta per perdere la vista.            |                   |         |
| 30 | L'eredità di Nabe 「青春アクセルオン！」 - Seishun Akuseru On! – "Giovani, all'acceleratore!" | 30 marzo 1985     |         |
| 30 | Nabe conduce la gara braccato da Roby, ma quest'ultimo si accorge che il rivale sta commettendo parecchi strani errori: al pit stop Marco gli rivela il problema agli occhi dell'avversario. Nabe all'improvviso perde il poco di vista che gli rimaneva piombando nell'oscurità totale e si ferma in mezzo alla pista: Roby sopraggiunge e si ferma per attendere la ripartenza del rivale, il quale torna in gara aiutandosi con il computer di bordo proprio nel momento in cui sopraggiungono anche Marco e Paul. Al tramontare del sole sul rettilineo finale è Marco a spuntarla seguito da Roby, Paul e Nabe, il quale si ritira lasciando la sua eredità ai tre piloti rivali. |                   |         |